# Lada Gnome
LADA Gnome (ВАЗ-1151 «Гном») — российский концепт-кар от АвтоВАЗа. Наладить выпуск этого автомобиля предполагалось на отдельном сборном заводе по 10 000 машин в год. Но его производство по сложным обстоятельствам не было налажено, поэтому до наших дней он остался как опытный образец.
Начало разработок Лады Гном было положено в конце 80-х годов по инициативе совета молодых специалистов АвтоВАЗа и под руководством Петра Прусова, который занимал пост начальника управления и проектирования автомобилей. Микроавтомобиль, длина которого меньше 3 метров, сделанный на укороченной платформе Оки с её агрегатами, — городской автомобиль с количеством мест 2+2.

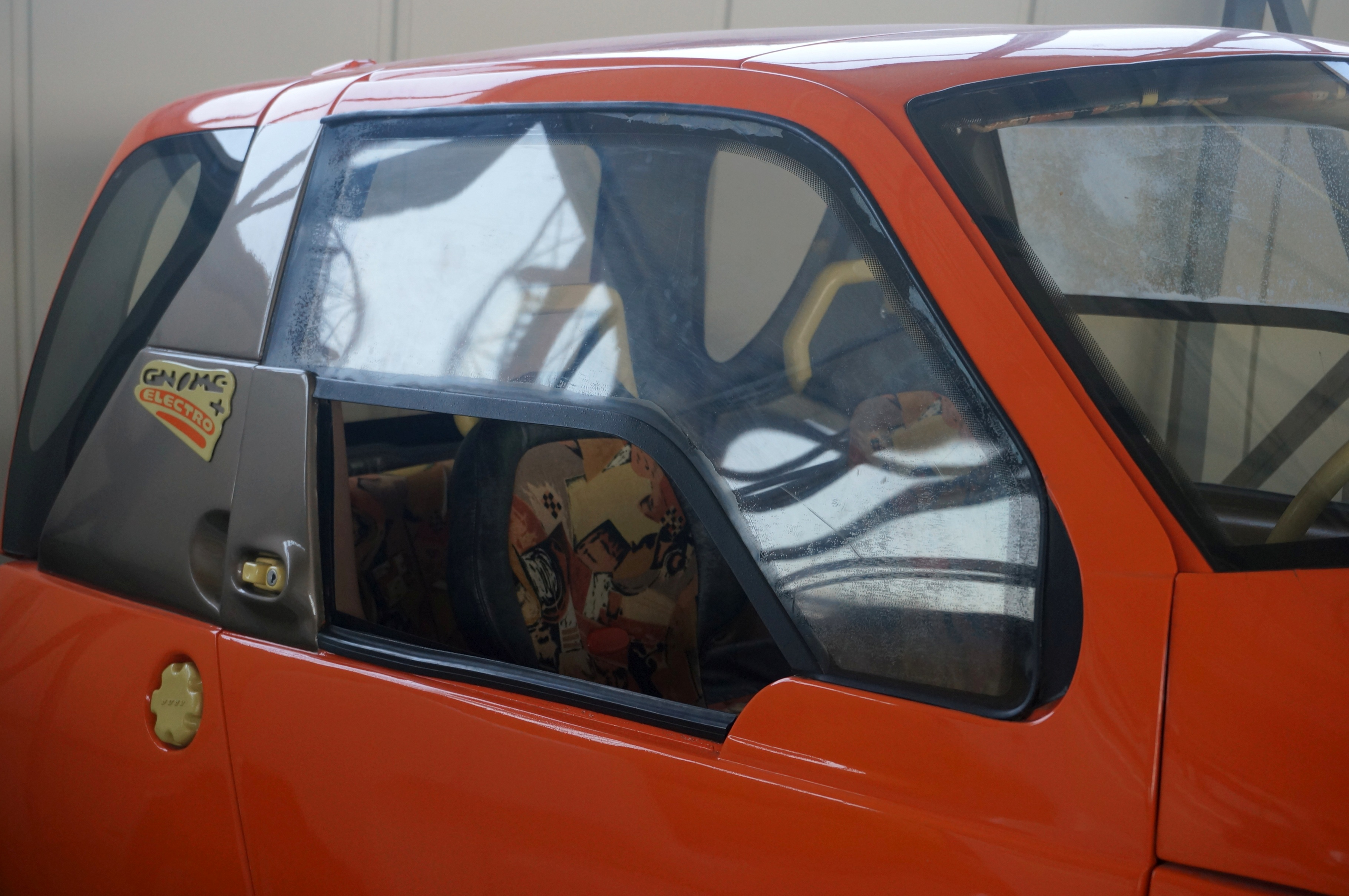
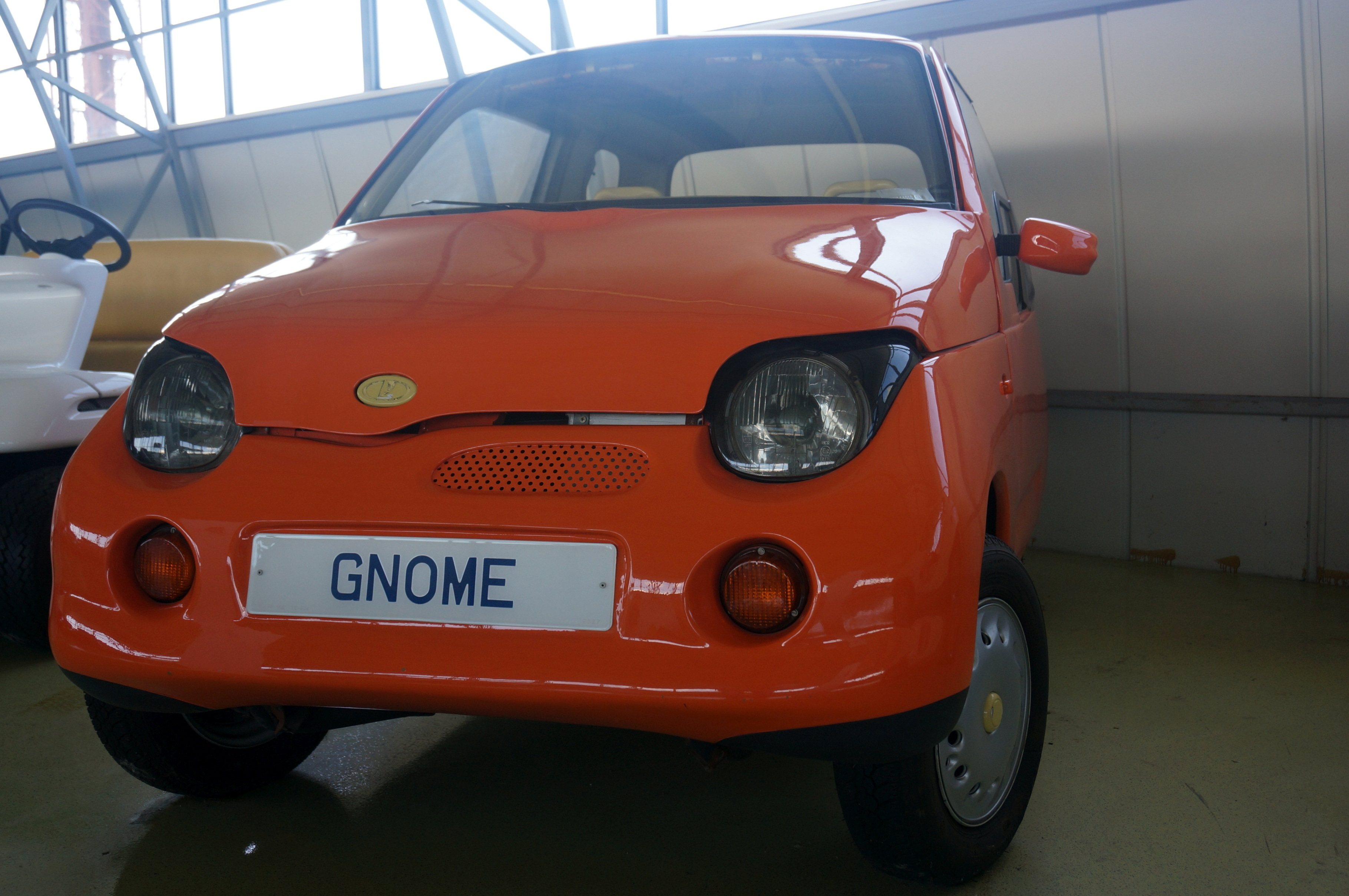
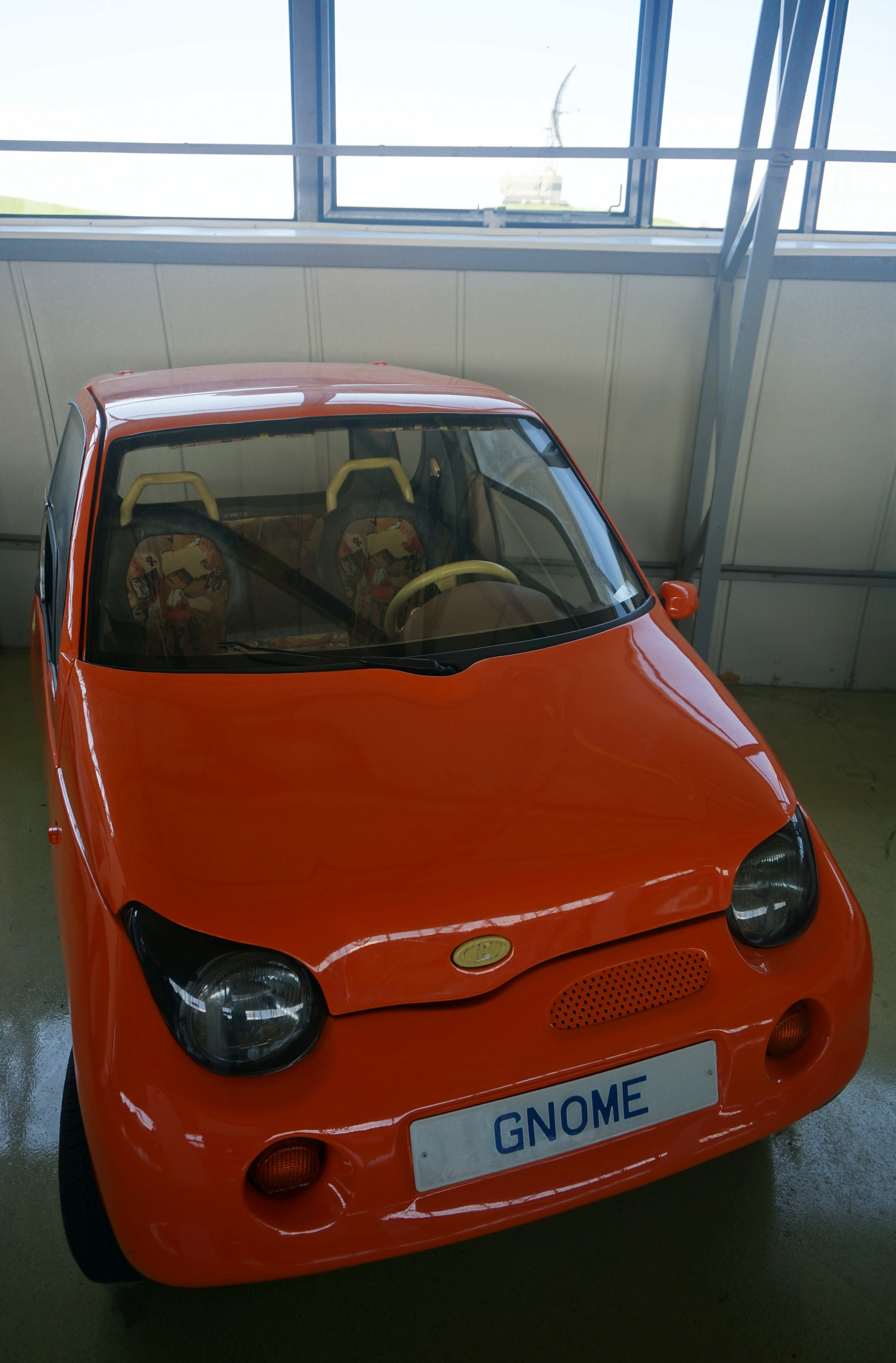
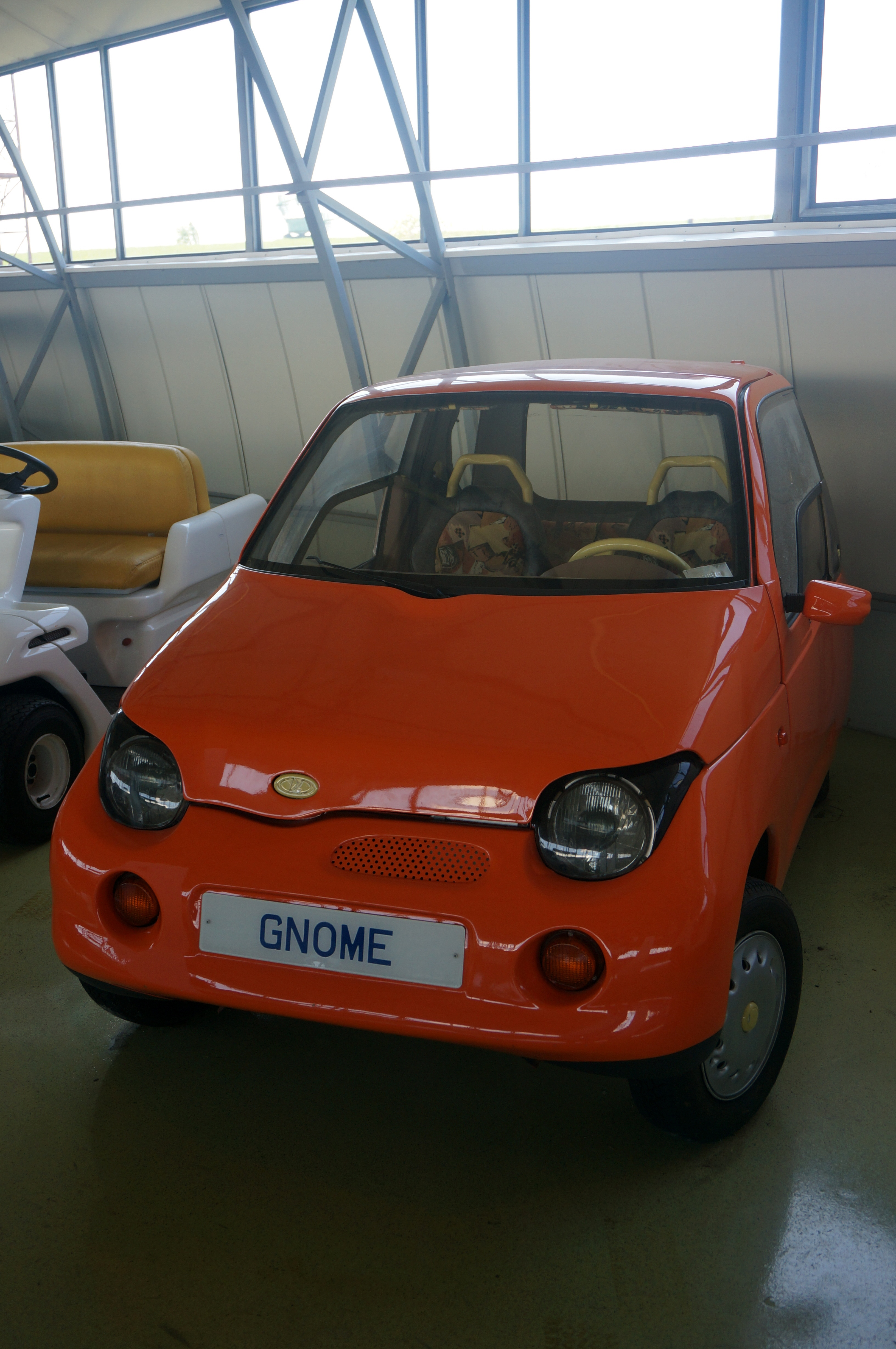